# Rabbi Isaac Elchanan Theological Seminary
Le Rabbi Isaac Elchanan Theological Seminary (RIETS)  ou Yeshivas Rabbenu Yitzchok Elchonon (hébreu : ישיבת רבינו יצחק אלחנן) (Séminaire rabbinique Rabbin Isaac Elchanan) est le séminaire rabbinique de l'université Yeshiva, localisé au nord de Manhattan, à New York, dans le quartier de Washington Heights. Il porte le nom du rabbin Yitzchak Elchanan Spektor, qui meurt, l'année de sa fondation, en 1896.

## Rosh Yeshiva
- Samuel Belkin
- Norman Lamm
- Joseph B. Soloveitchik
- Moshe David Tendler

## Enseignants
- Joseph B. Soloveitchik
- Aharon Lichtenstein
- Shimon Shkop

## Élèves
- Mordechai Gifter
- Norman Lamm
- Michael Schudrich
- Avigdor Miller